# Félix Arago
Félix Pierre Arago (* 28. Juli 1849 in Estagel, Département Pyrénées-Orientales; † 21. März 1929 im 6. Arrondissement (Arrondissement du Luxembourg), Paris) war ein französischer Seeoffizier und zuletzt Vizeadmiral (Vice-amiral) der Marine Nationale, der unter anderem zwischen 1899 und 1901 Kommandant der Marineschule (École navale) war.

## Leben

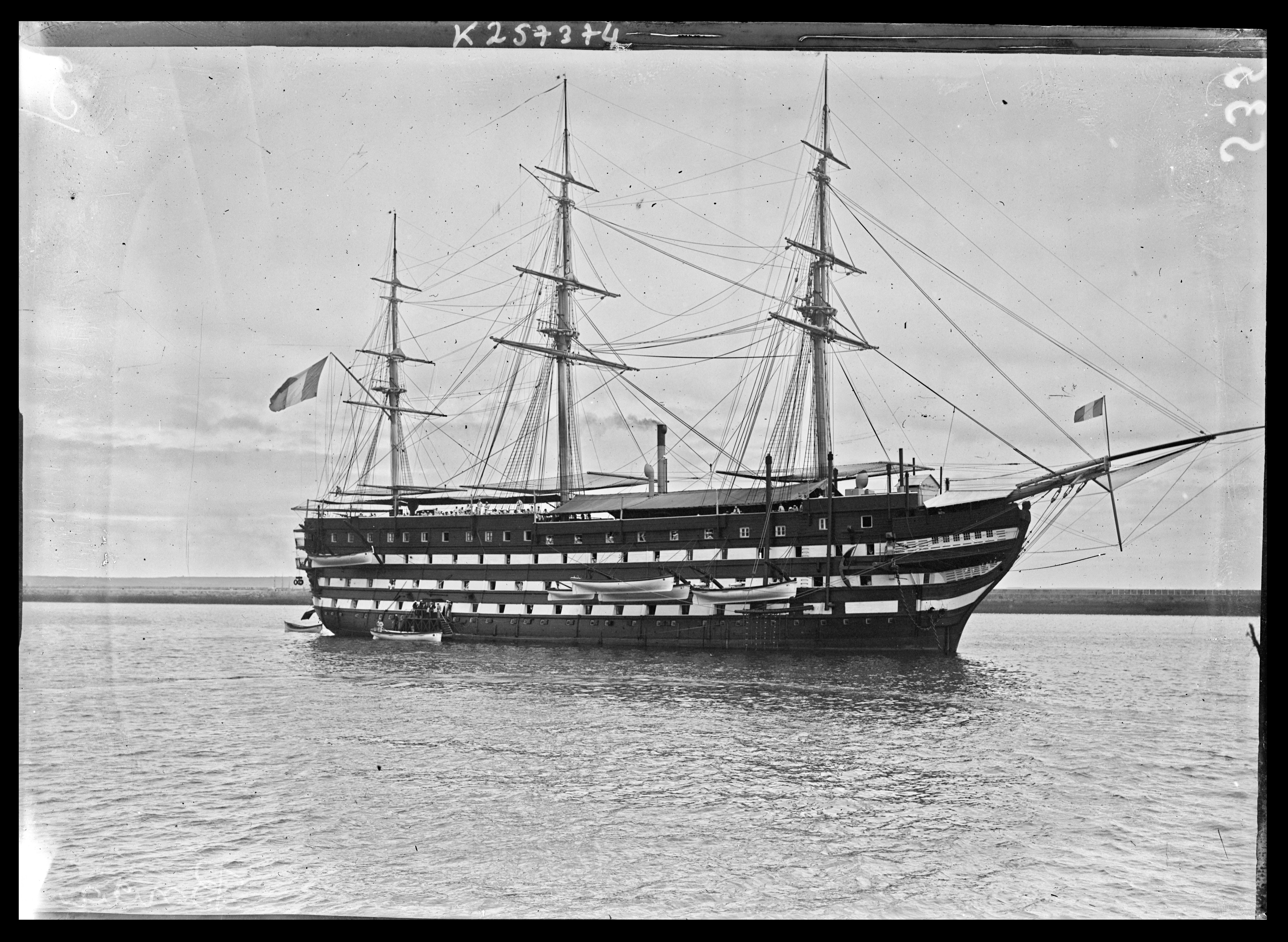
Kapitän zur See Arago war von 1899 bis 1901 Kommandant der Marineschule (École navale) sowie Kommandant des Schulschiffs Borda III in der Marinebasis Brest.

Félix Pierre Arago trat 1866 in die Marine Nationale ein und fand zunächst Verwendung im Militärhafen Toulon. Er wurde am 2. Oktober 1869 zum Aspirant, am 25. Oktober 1871 zum Leutnant zur See (Enseigne de vaisseau de deuxième classe) sowie am 30. Oktober 1879 zum Kapitänleutnant (Lieutenant de Vaisseau) befördert. Für seine Verdienste wurde er am 5. Juli 1883 zum Ritter der Ehrenlegion und am 1. Januar 1885 zur Marineabteilung Nordatlantik (Division navale de l’Atlantique Nord) versetzt, wo er auf dem Kreuzer Flore unter Kommandant Henri d’Abel de Libran diente. Am 1. Januar 1892 wurde er als Ordonnanzoffizier zum Chef der 1. Sektion des Admiralstabes (État-major général de la Marine) nach Paris versetzt und erhielt dort am 26. April 1892 auch seine Beförderung zum Fregattenkapitän (Capitaine de Frégate). Als solcher wurde er am 1. Januar 1894 zunächst auch Adjutant (Aide-de-camp) des Chefs der 1. Sektion des Admiralstabes und daraufhin am 1. Juli 1894 Kommandant des zum Mittelmeer-Reservergeschwader (Escadre de réserve de Méditerranée) gehörenden Kreuzers Milan. Aufgrund seiner Verdienste wurde er am 30. Dezember 1895 auch zum Offizier der Ehrenlegion ernannt und übernahm am 1. Januar 1897 auf dem Panzerschiff Hoche den Posten als Adjutant von Konteradmiral Émile Parrayon, dem Oberkommandierenden des Nord-Geschwaders (Escadre du Nord). Am 5. Februar 1898 kehrte er zum Militärhafen Toulon zurück und fungierte dort als Adjutant im Stab des 5. Marinebezirks (5ème arrondissement maritime) und erhielt in dieser Funktion am 26. Januar 1899 auch seine Beförderung zum Kapitän zur See (Capitaine de Vaisseau). Daraufhin wurde er am 20. September 1899 Nachfolger von Kapitän zur See Louis René Saget de la Jonchère als Kommandant der Marineschule (École navale) sowie Kommandant des Schulschiffs Borda III in der Marinebasis Brest. Er bekleidete diese Funktionen bis zu seiner Ablösung durch Kapitän zur See Louis Paul Noël 20. September 1901 und kehrt am 1. Januar 1902 zum Militärhafen Toulon zurück.

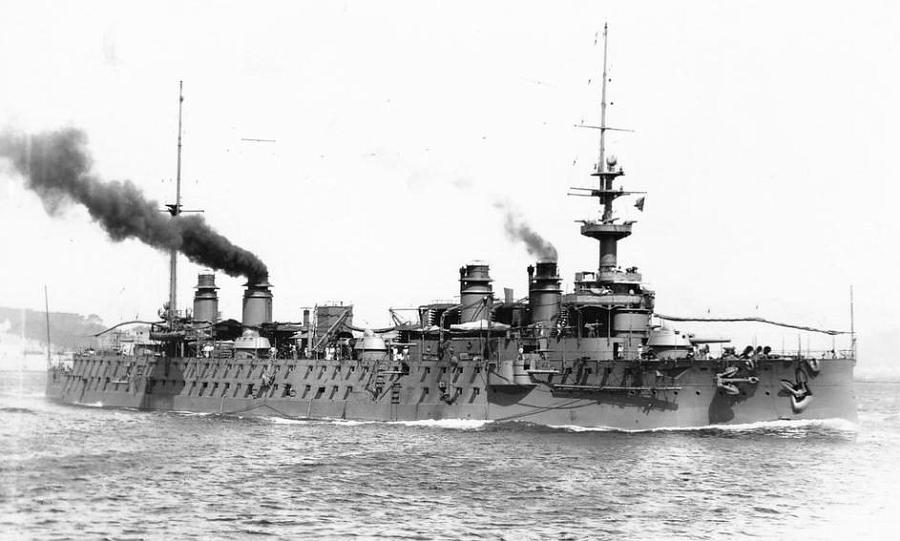
Arago war außerdem zwischen 1903 und 1905 Kommandant des Panzerkreuzers Gloire.

Daraufhin wurde Kapitän zur See Arago am 15. Februar 1903 Kommandant des Panzerkreuzers Gloire im Marinestützpunkt Lorient und behielt dieses Kommando bis zum 19. Mai 1905. Er wurde am 19. Mai 1905 Mitglied des Technisches Komitee der Marine (Membre du Comité technique de la Marine) sowie Mitglied des Hydrographischen Komitees (Comité hydrographique) und erhielt in diesen Funktionen am 1. August 1906 seine Beförderung zum Konteradmiral (Contre-amiral). Am 16. März 1908 wurde er Oberkommandierender der Marineabteilung (Division navale de l’Algérie) und der Marine in Französisch-Algerien mit dem Zerstörer Sarbacane als Flaggschiff. Er wurde am 11. Juli 1909 auch zum Kommandeur der Ehrenlegion ernannt und am 12. Februar 1911 zum Vizeadmiral (Vice-amiral) befördert. Am 24. Oktober 1911 wurde er Oberkommandierender und Präfekt des 4. Marinebezirks (4ème Arrondissement maritime) in Rochefort und verblieb auf diesem Posten bis April 1914, woraufhin Konteradmiral Édouard-Marie Amelot ihn ablöste. Aufgrund seiner langjährigen Verdienste wurde er am 31. Dezember 1913 auch zum Großoffizier der Ehrenlegion und am 1. Januar 1914 zudem zum Mitglied des Obersten Marinerates (Conseil Supérieur de la Marine) ernannt. Er schied am 1. Januar 1915 aus dem aktiven Dienst und wurde in die Reserve versetzt.

## Veröffentlichungen
- Notice sur les travaux scientifiques ou techniques, Gauthier-Villars, Paris 1915
- Deuxième contribution à l’étude expérimentale de la houle, Impr. nationale, Paris 1919
- Un modèle rustique d’Equatorial, in: Revue générale des sciences, Nr. 30, 1920